# Zbrodnia w Zalesiu Koropieckim
Zbrodnia w Zalesiu Koropieckim – zbrodnia na Polakach i Ukraińcach dokonana 7 lutego 1945 roku przez partyzantów z kurenia Ukraińskiej Powstańczej Armii (UPA) Petra Chamczuka „Bystrego” w miejscowości Zalesie Koropieckie położonej w dawnym powiecie buczackim województwa tarnopolskiego. Według różnych źródeł zamordowano 50-70 osób.

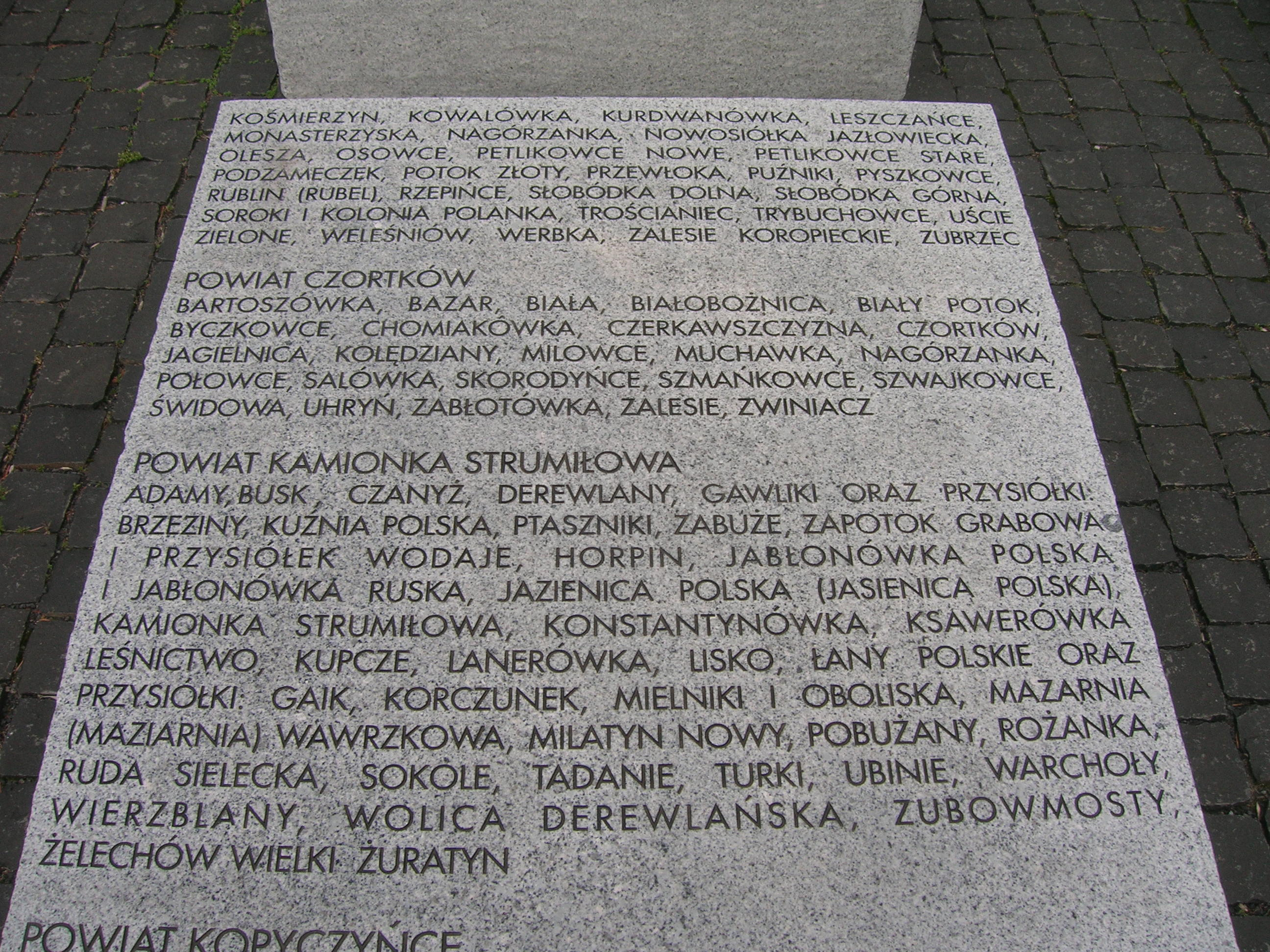
Tablica Pomnika ofiar zbrodni dokonanej na obywatelach polskich przez OUN-UPA wymieniająca Zalesie Koropieckie

Dwa dni po dokonaniu zbrodni na Polakach w Baryszu (5 lutego 1945) kureń UPA Petra Chamczuka „Bystrego” w drodze do swojej bazy w rejonie wsi Zubrzec zajął Zalesie Koropieckie, wieś, w której przed wojną żyło około 200 Polaków i 450 Ukraińców. Nikogo ze wsi nie wypuszczano, Polaków przejeżdżających przez Zalesie, bądź przybyłych do miejscowego młyna, zatrzymywano.
Grupę polskich kobiet z dziećmi zamknięto w jednym z domów i poddano przesłuchaniu połączonemu z biciem, w celu wydobycia informacji o samoobronie w Puźnikach, odległych o 4 km. Po przesłuchaniu uwięzionych zastrzelono bądź zarąbano siekierami. Ocalała ranna Danuta Borkowska, którą po odejściu upowców ukrył miejscowy Ukrainiec. Przeżył także Franciszek Markowski, prowadzony przez członka UPA na rozstrzelanie. Upowiec, który znał go osobiście, puścił go wolno. Zmaltretowany podczas przesłuchania Markowski doczołgał się do domu znajomego Ukraińca, który udzielił mu schronienia a na drugi dzień zawiózł do Puźnik.
Wieczorem sprawcy znieśli ciała zabitych w jedno miejsce, oblali naftą i spalili. Spalono także 11 domów, a do ognia wrzucano żywych ludzi. Według wspomnień świadków zgromadzonych przez Stowarzyszenie Upamiętniania Ofiar Zbrodni Ukraińskich Nacjonalistów we Wrocławiu ofiary zostały spalone żywcem w suszarni tytoniu. Odjeżdżając upowcy porwali młynarza Sławomira Danielewicza, Ukraińca który był przeciwny mordom. Jego ciało zostało znalezione kilka dni później.
Ryszard Kotarba i Władysław Kubów podają liczbę 50 zamordowanych 7 lutego 1945 roku w Zalesiu Koropieckim, Henryk Komański i Szczepan Siekierka – od 60 do 70. Notatka sowiecka z tego wydarzenia wymienia listę 37 zabitych (22 Polaków i 15 Ukraińców), ale nie zawiera nazwisk mieszkańców Puźnik i Nowosiółki Koropieckiej, którzy zginęli w Zalesiu. Większość ofiar została pochowana w zbiorowej mogile na cmentarzu w Zalesiu, pozostałych rodziny pogrzebały w indywidualnych grobach.
W nocy z 12 na 13 lutego 1945 roku partyzanci z tego samego kurenia UPA dokonali zbrodni na Polakach w Puźnikach.